# Lymantria albimacula
Lymantria albimacula este o specie de molii din genul Lymantria, familia Lymantriidae, descrisă de Hans Daniel Johan Wallengren 1863 Conform Catalogue of Life specia Lymantria albimacula nu are subspecii cunoscute.